# سالم علي قطن
الشهيد اللواء الركن سالم علي سالم ناصر قطن من مواليد 1952م قرية يشبم محافظة شبوة جنوب اليمن، متزوج، والتحق بالسلك العسكري عام 1970 م حاصل على الدرجة العلمية قيادة قوات مشتركة.

## إغتيالة
لقي اللواء سالم قطن مصرعه في تفجير انتحاري بحزام ناسف استهدف سيارته صباح يوم 18 يونيو 2012م أثناء مرورة بأحد الشوارع في المنصورة بعدن. وقال موقع وزارة الدفاع اليمنية ان مرافقين للواء قطن لقيا مصرعهما في الحادث فيما اصيب 5 من المارة. يأتي اغتيال اللواء سالم قطن بعد أيام من قيام الجيش من فرض سيطرته على جميع مدن محافظة ابين وطرد جماعة انصار الشريعة.

## أهم المناصب
1. قائد فصيلة مشاة الكلية العسكرية.
2. نائب قائد سرية مشاة كتيبة السلام اليمنية لبنان عام 1977م
3. قائد اللواء 115 مشاة وقائد حرس حدود المنطقة العسكرية الوسطى.
4. قائد محور الخشعة.
5. نائب رئيس هيئة الأركان العامة لشؤون القوى البشرية 2002م-2012م.
6. قائد المنطقة العسكرية الجنوبية وقائد اللواء 31 مدرع.

## الأوسمة
1. وسام الوحدة 22 مايو الدرجة الثالثة
2. وسام الشجاعة
3. وسام حرب التحرير
4. وشاح ووسام الملك عبد العزيز ال سعود
5. ميدالية الذكرى العاشرة للوحدة
6. ميدالية التفوق القتالي
7. ميداليات الخدمة